# ArchInform
ArchInform (Eigenschreibweise: archINFORM) ist eine Online-Datenbank, in der man Gebäude und Architekten recherchieren kann. Aus den Anfängen einer studentischen Datenbank am Karlsruher Institut für Technologie mit interessanten Architektur-Beispielen hat sich das Projekt seit 1994 (online seit 1996) zu einem umfangreichen Nachschlagewerk entwickelt.
Das Projekt nutzt die Möglichkeiten relationaler Datenbanken zur möglichst klaren und verständlichen Abbildung der Zusammenhänge zwischen Gebäuden, Planern und Konzepten. Durch Kooperationen mit verschiedenen Partnern (u. a. Biografien aus dem Allgemeinen Künstlerlexikon), die Benutzung von Artikeln der freien Enzyklopädie Wikipedia und die Möglichkeit der interaktiven Beisteuerung von Material ist der Datenbestand ständig gewachsen. Der Schwerpunkt der Auswahl liegt in der Architektur des 20. und 21. Jahrhunderts.
Aufbau und Strukturierung von ArchInform beeinflussten den Aufbau verschiedener vergleichbarer Projekte im Gebäude-/Immobilienbereich, beispielsweise die auf Ingenieurbauten ausgerichtete Webdatenbank Structurae.